# Femke Halsemaová
Femke Halsemaová (* 25. dubna 1966 Haarlem) je nizozemská politička a publicistka. Je členkou strany GroenLinks a od roku 2018 zastává funkci starostky Amsterdamu. Hlásí se k sociálnímu liberalismu.
Vystudovala kriminologii na Univerzitě v Utrechtu a pracovala pro nizozemské ministerstvo vnitra, kde se zabývala integrací přistěhovalců. Politickou kariéru začínala v řadách Strany práce, kde působili i její rodiče. V roce 1997 ze strany vystoupila a ostře kritizovala její odklon od původních ideálů. V roce 1998 kandidovala do parlamentu za GroenLinks, byla zvolena a působila ve výboru pro spravedlnost, zdravotní péči a kulturu. Po dalších volbách v roce 2002 se stala předsedkyní poslaneckého klubu zelených. Na poslanecký mandát rezignovala v roce 2011 a začala přednášet politologii na Tilburské univerzitě, zasedala také ve správní radě banky ASN Bank a vydavatelství WPG Uitvegers. V letech 2015 až 2018 byla předsedkyní nizozemské organizace na podporu zdravotně handicapovaných občanů.
V červenci 2018 nastoupila do úřadu jako první žena v čele nizozemské metropole. Ve funkci se zaměřila na potírání kriminality, navrhla radikální omezení prostituce a obchodu s drogami. Plánuje také omezení turistického průmyslu s tím, že uvolněné objekty v centru města poslouží řešení současné bytové krize. Při oslavách svátku Ketikoti 1. července 2021 se veřejně omluvila za to, že Amsterdam v minulosti profitoval z obchodu s otroky.
Jako veřejná intelektuálka psala pro noviny de Volkskrant a Het Parool, spolu s Hassnae Bouazzaovou natočila dokumentární film o postavení žen v islámském světě Seks en de Zonde. Vydala knihu rozhovorů o levicové politice Linkse lente a autobiografii Pluche. Politieke memoires.
Jejím životním partnerem je filmař Robert Oey. Mají spolu dvě děti.